# Paracuellos de Jiloca
Paracuellos de Jiloca ist ein nordspanischer Ort und eine Gemeinde (municipio) mit 607 Einwohnern (Stand: 2024) im Westen der Provinz Saragossa und der Autonomen Region Aragonien. Der Ort gehört zur bevölkerungsarmen Serranía Celtibérica.

## Lage und Klima
Paracuellos de Jiloca liegt etwa 65 Kilometer (Luftlinie) westsüdwestlich von Saragossa in einer Höhe von 585 m am Río Jiloca.
Das Klima ist gemäßigt bis warm; der eher spärliche Regen (ca. 442 mm/Jahr) fällt mit Ausnahme der eher trockenen Sommermonate übers Jahr verteilt.

## Bevölkerungsentwicklung
| Jahr      | 1970 | 1981 | 1991 | 2001 | 2011 | 2021 |
| Einwohner | 857  | 611  | 559  | 501  | 590  | 567  |

Die Mechanisierung der Landwirtschaft, die Aufgabe bäuerlicher Kleinbetriebe und der damit verbundene Verlust von Arbeitsplätzen führten seit der Mitte des 20. Jahrhunderts zu einem deutlichen Rückgang der Bevölkerung (Landflucht).

## Sehenswürdigkeiten
- Michaeliskirche (Iglesia de San Miguel)

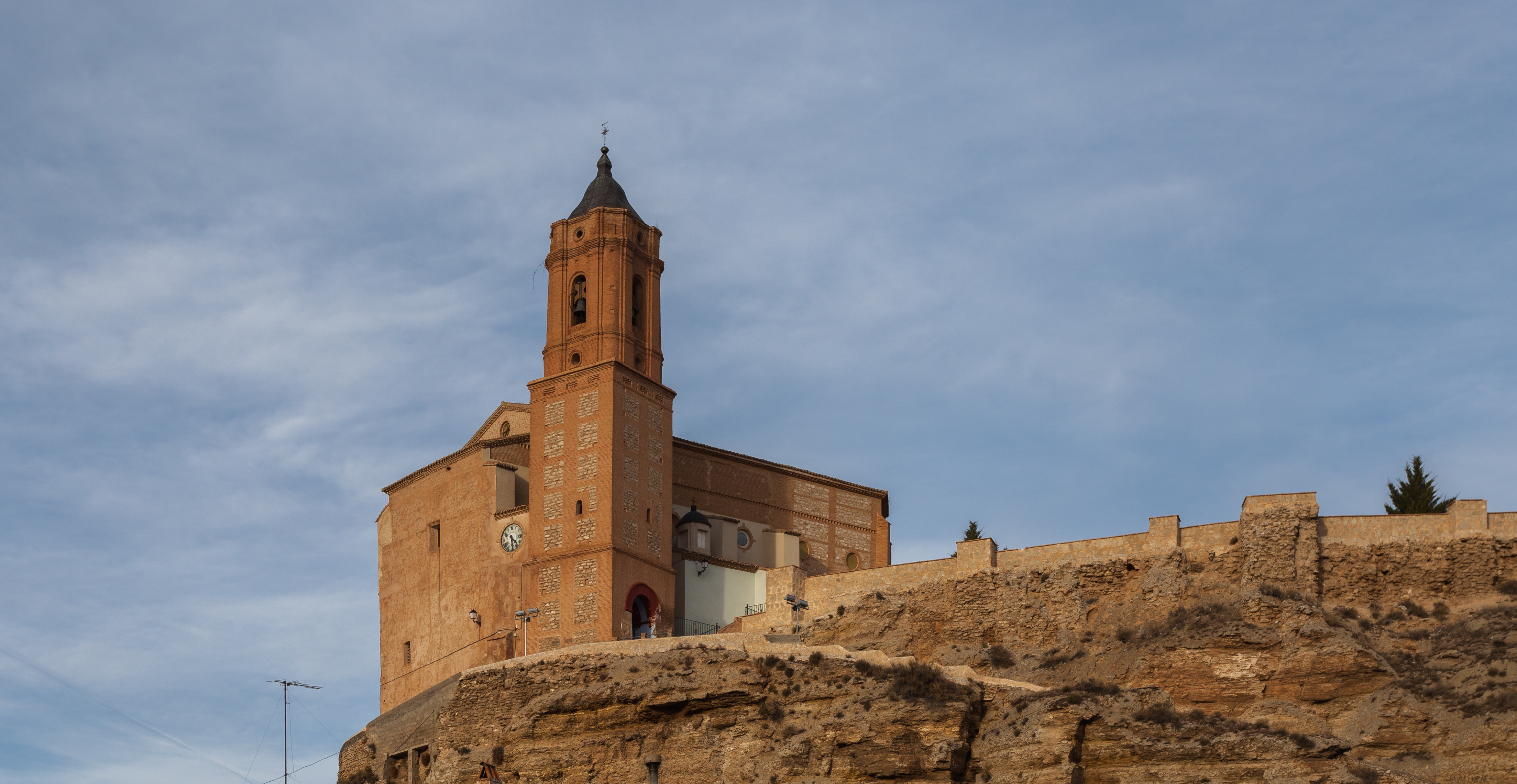
Michaeliskirche